# Sebastian Rudol
Sebastian Rudol (ur. 21 lutego 1995 w Koszalinie) – polski piłkarz, występujący na pozycji obrońcy, od 2025 w polskim klubie ŁKS Łódź.

## Kariera klubowa
Rudol od początku seniorskiej kariery związany był z Pogonią Szczecin. Swój pierwszy mecz w Ekstraklasie zagrał 6 kwietnia 2013 przeciwko Jagiellonii Białystok. W dniu swoich urodzin, 21 lutego 2014 przeciw Lechowi Poznań po raz pierwszy zagrał cały mecz, zaliczając przy tym jedną asystę. Premierowego gola zdobył 6 kwietnia 2014 w meczu przeciw Piastowi Gliwice.
W latach 2013–2019 zanotował 130 występów, zdobył 2 gole w Ekstraklasie – wszystkie dla Pogoni Szczecin.
12 stycznia 2019 podpisał dwu i półroczny kontrakt z rumuńskim klubem Sepsi Sfântu Gheorghe. Po zakończeniu sezonu zdecydował się na powrót do Polski i podpisanie kontraktu z Widzewem Łódź. 1 lipca 2021 został zawodnikiem Sandecji Nowy Sącz, zaś rok później Motoru Lublin. W 2023 awansował z Motorem do I ligi.

## Statystyki kariery klubowej
Aktualne na 3 września 2023
| Klub                  | Sezon             | Liga              | Liga  | Liga   | Puchar kraju | Puchar kraju | Suma  | Suma   |
| Klub                  | Sezon             | Liga              | Mecze | Bramki | Mecze        | Bramki       | Mecze | Bramki |
| --------------------- | ----------------- | ----------------- | ----- | ------ | ------------ | ------------ | ----- | ------ |
| Pogoń Szczecin        | 2012/13           | Ekstraklasa       | 3     | 0      | 0            | 0            | 3     | 0      |
| Pogoń Szczecin        | 2013/14           | Ekstraklasa       | 12    | 1      | 0            | 0            | 12    | 1      |
| Pogoń Szczecin        | 2014/15           | Ekstraklasa       | 35    | 0      | 1            | 0            | 36    | 0      |
| Pogoń Szczecin        | 2015/16           | Ekstraklasa       | 22    | 0      | 1            | 0            | 23    | 0      |
| Pogoń Szczecin        | 2016/17           | Ekstraklasa       | 30    | 0      | 6            | 0            | 36    | 0      |
| Pogoń Szczecin        | 2017/18           | Ekstraklasa       | 18    | 1      | 0            | 0            | 18    | 1      |
| Pogoń Szczecin        | 2018/19           | Ekstraklasa       | 10    | 0      | 1            | 0            | 11    | 0      |
| Pogoń Szczecin        | Ogółem            | Ogółem            | 130   | 2      | 9            | 0            | 139   | 2      |
| Sepsi Sfântu Gheorghe | 2018/19           | Liga I            | 6     | 0      | 0            | 0            | 6     | 0      |
| Sepsi Sfântu Gheorghe | Ogółem            | Ogółem            | 6     | 0      | 0            | 0            | 6     | 0      |
| Widzew Łódź           | 2019/20           | II liga           | 22    | 0      | 2            | 0            | 24    | 0      |
| Widzew Łódź           | 2020/21           | I liga            | 4     | 0      | 1            | 0            | 5     | 0      |
| Widzew Łódź           | Ogółem            | Ogółem            | 26    | 0      | 3            | 0            | 29    | 0      |
| Sandecja Nowy Sącz    | 2021/22           | I liga            | 26    | 1      | 1            | 0            | 27    | 1      |
| Sandecja Nowy Sącz    | Ogółem            | Ogółem            | 26    | 1      | 1            | 0            | 27    | 1      |
| Motor Lublin          | 2021/22           | II liga           | 33    | 2      | 5            | 1            | 38    | 3      |
| Motor Lublin          | 2023/24           | I liga            | 26    | 3      | 0            | 0            | 5     | 0      |
| Motor Lublin          | Ogółem            | Ogółem            | 59    | 5      | 5            | 1            | 43    | 3      |
| Ogółem w karierze     | Ogółem w karierze | Ogółem w karierze | 247   | 8      | 18           | 1            | 244   | 6      |

## Sukcesy
- Brązowy medal na mistrzostwach Europy U-17.